# Janusz Zawisza
Janusz Zawisza (ur. 9 lipca 1916 w Kowlu na Wołyniu, zm. 28 czerwca 1987 w Warszawie) – polski ichtiolog, profesor, wieloletni kierownik Zakładu Ichtiologii Instytutu Rybactwa Śródlądowego w Olsztynie.

## Życiorys
W 1935 rozpoczął studia z ichtiologii i rybactwa w Szkole Głównej Gospodarstwa Wiejskiego w Warszawie, dyplom magistra uzyskując po przerwie wojennej w 1946. Przez pewien czas pracował po wojnie w Zakładzie Chorób Ryb Państwowego Instytutu Weterynarii w Warszawie w charakterze asystenta technicznego. Był też redaktorem miesięcznika „Przegląd Rybacki”. Od 1948 brał udział w zespołowych badaniach biologiczno-rybackich Wisły. W 1949 zatrudniony został w Zakładzie Ichtiobiologii i Rybactwa Szkoły Głównej Gospodarstwa Wiejskiego jako starszy asystent, w tymże roku uzyskał na SGGW doktorat.
Od 1951 uczestniczył w pracach nad utworzeniem Instytutu Rybactwa Śródlądowego w Olsztynie. Kierował tworzeniem, a następnie działalnością Działu Zagospodarowania Wód Otwartych, przekształconego w 1956 w Zakład Ichtiologii. W 1956 wszedł w skład Rady Naukowej Instytutu. W 1961 w Wyższej Szkole Rybackiej w Olsztynie habilitował się, w 1967 nadano mu tytuł profesora nadzwyczajnego, w 1976 – profesora zwyczajnego. Przeszedł na emeryturę w 1986.
Był członkiem m.in. Międzynarodowego Towarzystwa Limnologicznego i Polskiego Towarzystwa Hydrobiologicznego, brał udział w pracach Rady Naukowej Instytutu Ekologii Polskiej Akademii Nauk oraz Centralnej Komisji Kwalifikacyjnej do Spraw Kadr Naukowych.
W pracy naukowej zajmował się zagadnieniami wzrostu ryb oraz rybackim zagospodarowaniem jezior. Prowadził badania w jeziorze Tajty i jeziorach okolic Węgorzewa; efektem tych badań stały się prace urządzeniowe w innych jeziorach kraju. Z inicjatywy Zawiszy zapoczątkowano wieloletni program badań wpływu ciepłych wód zrzutowych na gospodarkę rybacką. Ogłosił około 60 publikacji, m.in. Szybkość wzrostu leszcza, certy, brzany i krąpia w środkowym biegu Wisły w okolicach Warszawy („Roczniki Nauk Rolniczych”, tom 57, 1951), Wzrost ryb w jeziorze Tajty („Roczniki Nauk Rolniczych”, tom 67, 1953), Wzrost ryb w jeziorach okolic Węgorzewa (Próba ustalenia pewnych prawidłowości) („Roczniki Nauk Rolniczych”, seria B, tom 77, 1961), Wędrówki leszczy jezior przymorskich („Roczniki Nauk Rolniczych”, seria H, tom 92, 1970).
Został odznaczony m.in. Srebrnym i Złotym Krzyżem Zasługi oraz Krzyżem Kawalerskim Orderu Odrodzenia Polski. Zmarł 28 czerwca 1987 w Warszawie, pochowany został na cmentarzu na Woli.